# Steterburg
Steterburg è una frazione della città di Salzgitter, nel land della Bassa Sassonia, in Germania.

## Storia
Già comune autonomo nel circondario di Wolfenbüttel, fu soppresso e incorporato a Thiede il 1º aprile 1939.
Insieme con Thiede, fu unito a Watenstedt-Salzgitter il 1º aprile 1942.